# Javad Ghorab
Javad Ghorab (in persiano: جواد قراب; Tehran, 30 luglio 1949) è un ex calciatore iraniano, di ruolo centrocampista.

## Carriera

### Club
Ha sempre giocato nel campionato iraniano.

### Nazionale
Con la maglia della nazionale ha vinto la Coppa d'Asia 1972.

## Palmarès

### Nazionale
- Coppa d'Asia: 1

1972